# HK MŠK Indian Žiar nad Hronom
A HK MŠK Indian Žiar nad Hronom egy szlovák jégkorongcsapat Garamszentkereszten, ami a másodosztályú TIPOS Slovenská hokejová ligában játszik. A klub a 2 500 férőhelyes Garamszentkereszti jégcsarnokban játszik. A csapat beceneve az Indiáni, ami magyarul indiánokat jelent.

## Története
A klubot 1952-ben alapították.
2019-ben a csapat a HKM Zvolen betétcsapata lett, az együttműködés egészen 2025-ig tartott, azonban továbbra is szoros együttműködésben állnak a zólyomi csapattal, zólyomi játékosokat leküldhetnek a másodosztályban játszani.

## Statisztikák
| Főszezon | Főszezon | Főszezon | Főszezon | Főszezon | Főszezon | Főszezon | Főszezon | Főszezon | Rájátszás                                    | Rájátszás                                      | Rájátszás                       | Rájátszás |
| Szezon   | LM       | GY       | GY. H.   | V. H.    | V        | G        | P        | Helyezés | Kvalifikáció                                 | Negyeddöntő                                    | Elődöntő                        | Döntő     |
| -------- | -------- | -------- | -------- | -------- | -------- | -------- | -------- | -------- | -------------------------------------------- | ---------------------------------------------- | ------------------------------- | --------- |
| 2022–23  | 46       | 19       | 1        | 5        | 21       | 142-142  | 64       | 9.       | Győzelem HK 95 Považská Bystrica ellen (3-2) | Győzelem TSS Group Spartak Dubnica ellen (4-3) | Vereség Vlci Žilina ellen (2-4) | -         |
| 2023–24  | 46       | 19       | 3        | 3        | 21       | 145-145  | 66       | 8.       | Győzelem a HK Steel Team Trebišov (3-0)      | Vereség a Vlci Žilina ellen (1-4)              | -                               | -         |
| 2024–25  | 46       | 32       | 2        | 3        | 9        | 182:117  | 103      | 2.       | -                                            | Vereség a HK 95 Považská Bystrica ellen (2-4)  | -                               | -         |